# فيليبي غابوكو
فيليبي غابوكو (مواليد 26 مايو 1916) هو ملاكم فلبيني، مثّل بلاده في الألعاب الأولمبية الصيفية 1936.

## روابط خارجية
فيليبي غابوكو على موقع أوليمبيديا (الإنجليزية)